# ガイア計画
ガイア計画（ガイアけいかく、英: Gaia mission）は、欧州宇宙機関(ESA)の宇宙望遠鏡ミッションである。ヒッパルコスに続く位置天文学用の宇宙望遠鏡で、約10億個の恒星について精密に位置を測定し、恒星までの距離や固有運動を調べることを主な目的としている。2013年12月19日にソユーズロケットを用いて打ち上げられた。姿勢制御のための推進剤を使い切ったことを理由に2025年1月15日に観測活動を終了した。デブリ化を防ぐために太陽周回軌道に移行して同年3月27日に機能停止を予定している。

## 目的
ガイア計画の目的には以下のようなものがある。
- 恒星の固有光度を求めるには、距離が既知であることが必要である。物理的仮定なしでこれを達成するには、恒星の年周視差が必要である。地上の天文台では、大気や機器のバイアスのせいで十分な精度で測定することができない。
- 暗い天体を観測することでより精度の高い光度関数が得られる。バイアスのないサンプルを得るためには、一定以上の光度の全ての天体を観測する必要がある。
- 恒星の進化において速く進む段階を調べるには、より多くの天体を観測する必要がある。銀河系の多くの天体を観測することは、銀河系のダイナミクスを知る上でも重要である。10億個の恒星でも、銀河系全体の1%にも満たない。
- 恒星までの距離や運動を計測することは、様々な恒星種族、特に遠い恒星を知る上で重要である。

ガイア計画では、銀河系の非常に高精度の3次元地図を作る予定である。3次元地図に固有運動の情報を加えることで、銀河系の起源や今後の進化の様子を推測することができる。また分光分析により、光度、温度、重力、元素構成等が分かり、観測されるそれぞれの恒星の詳細な物理的特徴が得られる。この大規模な恒星の全数調査は、銀河系の起源、構造、進化に関する広い範囲の重要な問題に取り組む際の基礎となるデータを与える。非常に多くのクエーサー、銀河、太陽系外惑星、太陽系の天体等が同時に測定される。
また、ガイアは次のことも期待されている。
- 20等級以下の明るさを持つ10億個以上の恒星までの距離を測定すること
- 10等級以下の恒星の位置を7マイクロ秒以下、15等級以下の恒星の位置を12-25マイクロ秒以下、20等級以下の恒星の位置を100-300マイクロ秒以下の精度で決定すること
- 最も近い恒星までの距離を0.001%の精度で、銀河中心から3万光年以内の恒星までの距離を20%の精度で決定すること
- 4000万個の恒星の接線速度を0.5 km/s以上の精度で決定すること
- 1000個の太陽系外惑星の軌道と軌道傾斜角を正確に測定し、真の質量を割り出すこと

この他に、地球の望遠鏡では昼間に当たるために観測が難しかった地球と太陽の間の領域に存在する多くの未知の小惑星が発見される可能性もある。

## 衛星
ガイアはソユーズ2ロケットで、地球から約150万kmの距離にあるL2ラグランジュ点に打上げられる。L2ラグランジュ点は熱的に非常に安定した環境であり、そこで地球による太陽の食を避けるリサジュー軌道を描く。
前任のヒッパルコスと同様に、ガイアは固定された2方向の望遠鏡から構成されている。衛星は、2つの望遠鏡の視線と垂直になる軸を中心に回転している。スピン軸は空に対してわずかに歳差しているが、太陽には同じ角度を保っている。2つの観測方向から相対位置を正確に測定することで、固定した参照系が得られる。
各天体は、5年間が計画されているミッションの期間を通じて平均約70回観測される。これらの観測により、恒星の測位のパラメータが決まる。恒星の視線速度は、ガイアの望遠鏡システムに取り付けられた分光器によって、ドップラー効果を利用して測定される。
ガイアのペイロードは次の機器で構成される。
- それぞれの望遠鏡は1.4 x 0.5mの鏡を持つ。
- 1.0 x 0.5mの焦点面アレイで両望遠鏡からの光が投影される。この像は4500 x 1966ピクセルの106のCCDイメージセンサに送られる。

ガイアは3つの独立した部分に分けられる。
- 天体測定学観測装置は、5.7等級から20等級の恒星の角一を測定する。
- 光度測定装置は、5.7等級から20等級の恒星の320-1000nmの波長域のスペクトルを取得する。
- 高解像度分光測定装置は、847-874nmの波長域（カルシウムイオンの吸収線）の高解像度のスペクトルを取得することで、17等級までの恒星の視線速度を測定する。

衛星との遠隔通信は、平均1Mbpsで行われるが、焦点面の合計の容量はしばしばGbpsに達する。そのため、画像ごとに数10のピクセルだけがダウンリンクされる。これは、その場での天体の検出や観測が必要であることを意味する。恒星の密度が濃い領域を探査している際には、このような過程は特に煩雑になる。

## ミッション
ガイア計画は、2000年に決定されたESAホライズン2000プラス長期科学プログラムの一環として開発が行われた。は2000年10月13日に6番目の重要なミッションとして採択され、2006年2月9日に計画のB2フェーズとして決定された。EADS アストリアムがハードウェアを担当することになった。当初打上げは2012年11月に計画されており、製造、打上げ、地上での運用まで含めて約6億5000万ユーロである。
5年間のミッションで宇宙船から送られるデータ量の合計は、圧縮データで60TB、解凍したデータで200TBにもなる。データ処理は、2006年11月に欧州宇宙機関が行った公募で選ばれたData Processing and Analysis Consortiumが責任を負う。Data Processing and Analysis Consortiumには、欧州宇宙機関の組織の1つでマドリード近くに本部を置くEuropean Space Astronomy Centreからの参加者を含む、欧州20カ国から約400人の宇宙飛行士やエンジニアが参加している。資金は参加国から供給され、2020年頃を見込んでいるガイアの最後のカタログが作成されるまで担保されている。
2013年12月19日にソユーズ2ロケットを用いて打ち上げられ、太陽と地球のL2ラグランジュ点へ向かった。2014年7月25日から科学観測を開始した。

### データリリース
2016年9月14日、ESAはガイア衛星の最初の14か月分の観測に基づく解析データ（Gaia Data Release 1, DR1）を公開した。このカタログには10億個以上の恒星について位置が記録され、そのうち約200万個については固有運動と年周視差のデータが含まれている。
2018年5月、2014年7月から2016年5月までの観測データを解析したGaia Data Release 2（DR2）が公表された。DR2では記録された恒星の数が17億個に増え、特に固有運動と年周視差のデータを含む恒星の数は約11億個に達した。DR2にはこの他に変光や視線速度が記録されている。
2020年12月、18億個の恒星を記録した第3期データ初期リリース（EDR3）が公表された。第3期データリリースは分割して公表される計画になっており、EDR3はその初期分に当たる。EDR3公表の期日は新型コロナウイルス感染症の世界的流行の影響を受けて予定より遅れたものとなった。第3期データリリースの本体 (DR3) は2022年前半に公開することが予定されている。